# Milatos
Milatos (dorisch Μίλατος) war eine antike Stadt auf Kreta. 
Milatos ist wahrscheinlich schon in archaischer Zeit gegründet worden. Siedler aus Milatos sollen Milet in Ionien (Kleinasien) gegründet haben. Im sechsten vorchristlichen Jahrhundert sind Grenzstreitigkeiten mit Dreros bezeugt, das südlich der Stadt liegt. Aus den Jahren 259 bis 250 v. Chr. stammt ein Vertrag zwischen Milatos und Milet. Im Jahr 220 v. Chr. soll die Stadt vom Nachbarort Lyktos zerstört worden sein. Die Stadt hatte vielleicht einen eigenen Hafen, doch konnte dieser bisher nicht mit Sicherheit lokalisiert werden.
Nach Pausanias (10,30,2) galt Milatos als mythischer Geburtsort des Pandareos und nach Ephoros (FGrHist 70 F 127) soll die Stadt bei der Gründung des kleinasiatischen Milet unter Führung des Sarpedon beteiligt gewesen sein. Bei Homer wird Miletos (ionisch Μίλητος) im Schiffskatalog als eine der kretischen Städte erwähnt, die am Trojanischen Krieg teilnahmen. Ausgehend von der Homonymie über die literarische Überlieferung bis zur Ähnlichkeit minoischer Scherben und Töpferei zog Michael Sakellariou eine Verbindung zwischen dem kleinasiatischen Milet und der kretischen Region Mallia/Milatos.
Die Reste der antiken Stadt befinden sich heute etwa 1,5 km nordöstlich vom gleichnamigen modernen Dorf, das ein beliebtes Ausflugsziel für Bootstouren darstellt. Ausgrabungen fanden bisher nicht statt. Häuserreste sind jedoch an der Oberfläche zu sehen.